# Movistar Plus+
Movistar Plus+ (anteriorment Movistar+) és el nom comercial de la televisió digital interactiva que ofereix Telefónica España en les tecnologies FTTH i ADSL i a través de DTH per satèl·lits Astra. En concret, s'utilitza la tecnologia IPTV de transmissió de televisió sobre xarxes IP. Aquest servei ja opera a Xile des de mitjan 2007 sota el nom d'On Demand, i es comercialitza com un complement als actuals serveis que Telefónica Chile ofereix mitjançant la seva plataforma satelital.
Imagenio és un dels serveis més importants comercials de televisió sobre IP del món. L'oferta bàsica consta de 65 canals de televisió i 15 canals d'àudio amb emissió en obert.
A més, en modalitat de pagament per visió, s'ofereixen diferents esdeveniments esportius i pel·lícules d'estrena. Aquestes últimes s'ofereixen en la modalitat de vídeo sota demanda. També s'ofereixen sèries, notícies, documentals i videoclips.

## Característiques tècniques
El servei Imagenio està basat en tecnologia ADSL2+ i requereix unes condicions mínimes per al seu correcte funcionament:
Velocitat de Baixada 6016 Kbps
Velocitat de Pujada 520 Kbps
Max. Atenuació Baixada 40 dB
Max. Atenuació Pujada 21 dB
Marge soroll Baixada / Pujada 9 dB
Això vol dir, que Imagenio no té per què arribar a tots els domicilis i locals correctament, sinó que s'han de complir una sèrie de paràmetres com a distància amb la central de telefònica, estat del cablatge de la línia de telèfon, xarxa interior del client, perquè sigui viable la seva correcta visió i instal·lació. A causa d'això, i al gran amplada de banda que requereix el servei, hi ha llocs on de moment és inviable la seva instal·lació.

## Movistar+ en altres dispositius
Movistar+ ofereix un servei, a través de l'empresa mare Telefónica que permet veure certs canals de la plataforma, i el seu sistema de VOD, en altres dispositius diferents al decodificador. Està disponioble a Android, iOS, Windows, Max, Smart TV, PS3 i Xbox 360.
Amb anterioritat, el servei s'anomenava Yomvi però, degut a la fusió de Canal+ i Movistar va canviar per donar lloc a un nom que reunís les dues empreses.

## Canals i dials

### Movistar+
- 7 - #0 por Movistar Plus+ HD
- 8 - #Vamos por Movistar Plus+ HD
- 11 - Series por Movistar Plus+ HD
- 12 - Series 2 por Movistar Plus+ HD
- 30 - Estrenos por Movistar Plus+ HD
- 31 - Estrenos 2 por Movistar Plus+ HD
- 32 - Clásicos por Movistar Plus+ HD
- 33 - Acción por Movistar Plus+ HD
- 34 - Comedia por Movistar Plus+ HD
- 35 - Drama por Movistar Plus+ HD
- 36 - Cine Español por Movistar Plus+ HD
- 37 - Fest por Movistar Plus+ HD
- 46 - LaLiga por Movistar Plus+ HD
- 50 - Liga de Campeones por Movistar Plus+ HD
- 53 - Deportes por Movistar Plus+ HD
- 57 - Golf por Movistar Plus+ HD
- 65 - Caza y Pesca HD
- 67 - Toros HD
- 128 - Fútbol Replay

### Generalistes
- 1. La 1 HD
- 2. La 2 HD
- 3. Antena 3 HD
- 4. Cuatro HD
- 5. Telecinco HD
- 6. La Sexta HD
- 9. TV3 HD

### Entreteniment i sèries
- 13. Fox HD
- 14. AXN HD
- 15. TNT HD
- 16. Comedy Central HD
- 17. Calle 13 HD
- 18. Cosmopolitan HD
- 19. AMC HD
- 21. AXN White HD
- 22. Syfy HD
- 23. Energy
- 25. Factoría de Ficción
- 26. Neox HD
- 27. Atreseries HD

### Cinema
- 38. TCM HD
- 39. Canal Hollywood HD
- 40. Sundance TV HD
- 41. Dark
- 42. Trece
- 43. Paramount Network
- 103. Xtrm
- 104. Somos

### Esports
- 58. DAZN F1 HD
- 59. DAZN 1 HD
- 60. DAZN 2 HD
- 61. Eurosport 1 HD
- 62. Eurosport 2 HD
- 63. Gol
- 64. Teledeporte HD
- 66. Iberalia
- 68. Real Madrid TV
- 69. Barça TV

### Documentals
- 70. National Geographic HD
- 71. NatGeo Wild HD
- 72. Canal Historia
- 73. Discovery Channel HD
- 74. Odisea
- 75. Blaze
- 77. DMAX
- 78. Crimen e investigación
- 79. Decasa
- 80. Canal Cocina

### Altres
- 81. Divinity
- 82. Nova HD
- 83. Mega HD
- 84. Be Mad TV HD
- 85. BOM Cine
- 86. Horse TV
- 87. Nautical Channel
- 88. El Garage TV
- 89. Ubeat

### Infantil
- 90. Baby TV
- 91. Disney Junior
- 92. Canal Panda
- 93. Nick Jr.
- 94. Nickelodeon HD
- 95. DreamWorks
- 96. Disney Channel HD
- 97. Boing
- 98. Clan
- 99. ETB 3

### Música
- 105. MTV 00s
- 106. MTV España
- 107. Mezzo
- 108. Mezzo Live HD
- 109. Classica HD

### Adults
- 111. Playboy TV

### Notícies i Internacional
- 112. Canal 24 Horas
- 113. BBC World
- 114. CNNi
- 115. Fox News Pertany al paquet de notícies internacionals
- 116. Euronews
- 117. Al Jazeera English Pertany al paquet de notícies internacionals
- 118. France 24 English Pertany al paquet de notícies internacionals
- 119. Russia Today Pertany al paquet de notícies internacionals
- 120. CNBC Pertany al paquet de notícies internacionals
- 122. TV5 Monde
- 123. Bloomberg
- 124. El Toro TV